# Grazie (Album)
Grazie (italienisch für „Danke“) ist das 14. Studioalbum der italienischen Rocksängerin und Songwriterin Gianna Nannini. Es erschien am 27. Januar 2006 bei dem Plattenlabel Universal Music Group.

## Hintergrund
Am 27. Januar 2006 brachte Gianna Nannini ihr 14. Studioalbum Grazie heraus. Das aus zehn Titeln bestehende Studioalbum wurde von Nannini selbst in Zusammenarbeit mit Wil Malone, der auch als Autor fungierte, produziert. Nannini war zudem an allen Titeln als Autorin beteiligt. Beim Schreibprozess bekam sie dabei unter anderem von Luigi De Crescenzo, Isabella Santacroce und Francesco Sartori Unterstützung. Es ist ihr achtes Album, das sich in allen D-A-CH-Ländern platzieren konnte.
Das Frontcover zeigt Nanninis Gesicht vor einem roten Hintergrund.

## Titelliste
| Nr. | Titel            | Autor(en)                                              | Produzent(en)              | Länge |
| --- | ---------------- | ------------------------------------------------------ | -------------------------- | ----- |
| 1.  | Sei nell’anima   | Gianna Nannini, Luigi De Crescenzo                     | Gianna Nannini, Wil Malone | 4:30  |
| 2.  | Possiamo sempre  | Gianna Nannini, Wil Malone, Isabella Santacroce        | Gianna Nannini, Wil Malone | 4:24  |
| 3.  | L'abbandono      | Gianna Nannini, Wil Malone, Isabella Santacroce        | Gianna Nannini, Wil Malone | 4:01  |
| 4.  | Grazie           | Gianna Nannini, Francesco Sartori, Isabella Santacroce | Gianna Nannini, Wil Malone | 3:32  |
| 5.  | Le carezze       | Wil Malone, Luigi De Crescenzo                         | Gianna Nannini, Wil Malone | 4:11  |
| 6.  | Babbino caro     | Gianna Nannini                                         | Gianna Nannini, Wil Malone | 4:37  |
| 7.  | Treno bis        | Gianna Nannini                                         | Gianna Nannini, Wil Malone | 2:56  |
| 8.  | Io               | Gianna Nannini, Isabella Santacroce                    | Gianna Nannini, Wil Malone | 4:32  |
| 9.  | Mi fai incazzare | Gianna Nannini                                         | Gianna Nannini, Wil Malone | 4:16  |
| 10. | Alla fine        | Gianna Nannini                                         | Gianna Nannini, Wil Malone | 4:39  |

## Kritik
Martin Leute, Musikkritiker von laut.de, urteilte: „Auf "Grazie" befinden sich zehn rundum gelungene emotionale und kraftvolle Popsongs, die ihre Energie der ergreifenden Stimme der Sängerin und diesen großartigen Melodiebögen zu verdanken haben. Und die Hinwendung zum Pop steht der 50-jährigen Rockröhre und promovierten Philosophin ziemlich gut. Grazie!“

## Chartplatzierungen
| ChartsChartplatzierungen | Höchstplatzierung | Wochen |
| ------------------------ | ----------------- | ------ |
| Deutschland (GfK)        | 32 (4 Wo.)        | 4      |
| Schweiz (IFPI)           | 12 (37 Wo.)       | 37     |
| Italien (FIMI)           | 1 (85 Wo.)        | 85     |